# Патријарх српски Порфирије
Патријарх српски Порфирије (световно име Првослав Перић; Бечеј, 22. јул 1961) врховни је поглавар Српске православне цркве. Он је 46. по реду поглавар на трону Светог Саве.
Замонашен је по чину мале схиме од свог духовног оца, тада јеромонаха др Иринеја (Буловића), у манастиру Високи Дечани. На заседању Сабора 1999. изабран је за епископа јегарског (1999—2014), викара Епархије бачке. Психијатра и академика др Владету Јеротића је наследио као професор на Катедри пастирске психологије Православног богословског факултета. Био је представник свих цркава и верских заједница у РРА, а потом и председник Савета, у периоду од 2008—2014. Бивши је митрополит загребачко-љубљански (2014—2021). Објавио је три књиге и неколико стручних радова. 
Проглашен је за патријарха Српске православне цркве 18. фебруара 2021. године. Његово пуно име и титула гласи: Његова Светост Архиепископ пећки, митрополит београдско-карловачки и патријарх српски господин Порфирије. Патријарх Порфирије је постао препознатљив по вештинама комуникације и јавном иступању повезаним са популарном културом. Након литургије помирења са Македонском православном црквом — Охридском архиепископијом (МПЦ—ОА), маја 2022. године, Патријарх Порфирије је саопштио да СПЦ признаје аутокефалност МПЦ—ОА. Августа исте године је потписао Темељни уговор са Владом Црне Горе, чиме је регулисан правно-имовински статус СПЦ у тој земљи.

## Биографија

### Младост и образовање
Рођен је у Бечеју од оца Радивоја (1935—1993) и мајке Радојке (1942—2023). Његово световно име било је Првослав. Родитељи су му се после Другог светског рата доселили у Војводину из села Црнча, поред Дервенте. Одрастао је у Чуругу где је и завршио основну школу, а гимназију у Новом Саду.
Похађао је студије археологије на Филозофском факултету Универзитета у Београду. Убрзо је почео да студира и на Богословском факултету Српске Православне Цркве, на којем је и дипломирао 1987. године.
У чин мале схиме замонашио га је, на Томину недељу, 11. априла 1986. године, његов духовни отац, тада јеромонах др Иринеј (Буловић), садашњи епископ бачки. Исте године, Епископ рашко-призренски Павле (Стојчевић), потоњи патријарх српски, рукоположио је монаха Порфирија у чин јерођакона у манастиру Свете Тројице у Мушутишту 8. јуна 1986. године.
По завршетку факултета отишао је на постдипломске студије у Атину где је остао до 1990. године. Одбранио је докторску дисертацију „Могућност познања Бога код апостола Павла по тумачењу Светог Јована Златоуста” на Богословском факултету Универзитета у Атини (2004).

### Игуман манастира Ковиљ
На позив епископа бачког др Иринеја, јерођакон Порфирије је 1990. године привремено прекинуо последипломске студије теологије у Атини и прихватио се дужности игумана светоархангелске обитељи у манастиру Ковиљ, на којој је остао до 2014. године. Тамо је 21. новембра 1990. године рукоположен у чин јеромонаха. Његовим постављењем за игумана започео је препород манастира. Обновљени су стари и изграђени нови конаци, подигнут је параклис и отпочело је фрескописање манастирског храма. Игуман Порфирије старао се да живот монаха и богослужбени типик Ковиља буду устројени по угледу на аутентичну монашку духовност и богослужбени опит светогорских општежића. Манастир је постао препознатљив по неговању византијског црквеног појања, али и по отворености према друштвеној заједници.
Свети архијерејски сабор Српске православне цркве га је на свом редовном заседању 14. маја 1999. изабрао за викарног епископа јегарског при Епархији бачкој. На иницијативу епископа Порфирија, формиране су четири терапијске заједнице за лечење од болести зависности, под називом „Земља живих”. Од оснивања прве заједнице 2005, до почетка 2021. године, кроз ова јединствена лечилишта у којима су знања и вештине медицинских наука испреплетане са вековним православним духовним искуством, прошло је готово 4000 штићеника.Братство манастира је вишеструко умножено, па је оно, у тренутку одласка Митрополита Порфирија са места игумана, бројало 25 монаха.
Читаву деценију владика Порфирије је био један од редовних учесника емисије Буквар православља која је емитована на телевизији Нови Сад. Такође је, од почетка емитовања телевизијске емисије Агапе аутора и водитеља Александра Гајшека (2005.), па све до избора за Митрополита загребачко-љубљанског (2014.), уз почившег академика др Владету Јеротића и друге истакнуте мислиоце био њен чест гост. У својству представника традиционалних Цркава и верских заједница у Србији, епископ Порфирије је најпре био члан (2005—2008), а затим и председник Савета Републичке радиодифузне агенције (2008—2014).
Био је први архијереј Српске православне цркве коме је поверено старање над организацијом верског живота у Војсци Србије (2010—2011.) у својству координатора за сарадњу Српске православне цркве и Војске Србије. Да би прописивањем Уредбе о вршењу верске службе у Војсци Србије 2011. године било омогућено практиковање вере унутар војне организације.
Почев од 2002. године, владика Порфирије је председник Управног одбора Српског привредног друштва „Привредник” у Новом Саду, где се посебно ангажовао у прикупљању средстава за стипендирање даровитих српских ђака и студената.

### Митрополит загребачко-љубљански
За митрополита загребачко-љубљанског изабран је на седници Светог Архијерејског Сабора 26. маја 2014. године. У трон Митрополита загребачко-љубљанског устоличен је 13. јула 2014. године у Саборној цркви Преображења Господњег у Загребу. Свечану архијерејску Литургију служио је Патријарх српски Иринеј уз саслужење великог броја архијереја Српске Цркве и других сестринских Цркава, као и свештенства и монаштва, и благочестивoг народа.
Програм свог пастирског деловања митрополит Порфирије је представио у приступној беседи на устоличењу, рекавши: „Увек ћу бити спреман да учествујем у изграђивању мостова између људи и народа, потпуно свестан да има оних који ће и са једне и са друге обале бацати камење на мостоградитеље. Али, на то ме обавезује сам Господ који је у Сину своме Јединородном премостио јаз између Бога и човека.” О свом идентитету и темељним вредностима на којима заснива своје послање Митрополит је том приликом рекао: „Ја јесам Србин, али сам пре свега хришћанин, а то је универзална вредност и зато ћу проповедати и сведочити Христа. Волим свој народ, али волим и волећу и све друге народе, сваког човека, сваку икону Божију”. Митрополит Порфирије негује пријатељске и сарадничке односе са бројним представницима Римокатоличке цркве и других верских заједница, као и са многим научним и културним прегаоцима у Загребу.
Био је домаћин Осмог састанка Свеправославне мреже за проучавање религија и деструктивних култова који је, под покровитељством Митрополије загребачко-љубљанске, одржан септембра 2015. године у Љубљани. Завршио је обнову Богородичиног манастира у Лепавини, поред Копривнице, једног од најстаријих духовних центара православног народа у Хрватској.
Лауреат је награде Богословске академије Светог Игнатија у Стокхолму (Шведска) за 2016. годину. Ово признање додељено му је „за допринос помирењу народа на Балкану и предани рад на унапређењу јединства међу хришћанима”. Поводом примања награде, митрополит Порфирије је у Стокхолму одржао предавање на тему слободе и људских права. Говорећи о томе да слобода и људско достојанство имају своје извориште у Цркви Христовој, рекао је да су „слобода избора, слобода савести, слободан проток људи и идеја и материјална обезбеђеност сваког појединца оно што хришћанство као аутентични персонализам са собом носи” и истакао да „то не значи да се хришћанство залаже за пролазне људске вредности, већ да потврђује вечне вредности у чијој је жижи човек и његово спасење”.
Признање Удружења за верску слободу у Републици Хрватској за 2019. годину додељено је Митрополиту Порфирију за миротворни допринос у промовисању културе дијалога и верских слобода.

### Патријарх

#### Избор
Свети архијерејски сабор Српске православне цркве на свом заседању 18. фебруара 2021. године у Спомен храму Светог Саве у Београду, изабрао је Његово високопреосвештенство митрополита загребачко-љубљанског др Порфирија за архиепископа пећког, митрополита београдско-карловачког и патријарха српског. У тренутку избора, патријарх Порфирије је постао најмлађи патријарх и поглавар једне аутокефалне православне цркве.

#### Устоличење
Устоличење је одржано 19. фебруара у Саборној цркви у Београду. Литургији и свечаном чину устоличења осим архијереја Српске православне цркве присуствовали су председник Републике Србије Александар Вучић, српски члан Предсједништва Босне и Херцеговине Милорад Додик, председница Републике Српске Жељка Цвијановић, председник Владе Републике Српске Радован Вишковић, министар спољних послова Никола Селаковић, министар здравља др Златибор Лончар, министарка за рад, запошљавање, борачка и социјална питања др Дарија Кисић Тепавчевић, министар унутрашњих послова Александар Вулин, министар културе и информисања Маја Гојковић, директор Безбедносно-информативне агенције Братислав Гашић, директор Управе за сарадњу са Црквама и верским заједницама др Владимир Рогановић, београдски муфтија Мустафа Јусуфспахић, апостолски нунције у Србији Лучијано Суријани, београдски надбискуп и метрополит Станислав Хочевар, принц Филип Карађорђевић, принцеза Даница Карађорђевић, представници Српске академије наука и уметности, Матице српске и других просветних и кутурних институција, преставници дипломатског кора. .
У Пећкој патријаршији устоличење у древни патријаршијски трон обављено је 14. октобра 2022. године.

#### Статус СПЦ у Црној Гори
Свети архијерејски сабор Српске православне цркве на челу са патријархом Порфиријем је маја 2021. године укинуо Епископски савјет Православне цркве у Црној Гори, уз напомену да су епископски савети била привремена саветодавна тела у складу са ванредним околностима.
Патријарх Порфирије је више пута истакао важност Темељног уговора између Црне Горе и Српске православне цркве, чији потписивање је одложило неслагање две стране о појединим члановима уговора везаним за формулације о историјској улози СПЦ у Црној Гори и имовинска питања. У Београду 27. маја 2021. године се састао са Здравком Кривокапићем, председником Владе Црне Горе, где су разговарали о избору новог митрополита црногорског-приморског и потписивању Темељног уговора. У августу исте године је саопштио да ће размотрити измене које је Влада Црне Горе унела у претходно договорен текст уговора.
Патријарх Порфирије је 5. септембра 2021. године у Цетињском манастиру устоличио митрополита црногорског-приморског Јоаникија, суочивши се са блокадом пута ка Цетињу и насилним протестима противника Српске православне цркве у Црној Гори. На церемонију устоличења су патријарх и митрополит транспортовани хеликоптером војске Црне Горе, штићени панцирним ћебетом и специјалном антитерористичком јединицом. У јануару 2022. године је разговарао са бројним личностима са црногорске политичке сцене, напоменувши да ће уговор бити потписан када се нормализују политичке прилике у земљи.
Маја исте године се у манастиру Острог састао са новоизабраним председником Владе Црне Горе, Дританом Абазовићем. У Подгорици, 3. августа 2022. године, патријарх српски Порфирије, испред СПЦ, и Дритан Абазовић, испред Владе Црне Горе, су дефинитивно потписали Темељни уговор. Потписивање уговора је покренуло бројне контроверзе на политичкој сцени, те су истог дан, поједине странке које су пружале подршку влади или биле њен део, предале иницијативу за изгласавање неповерења.

#### Македонска православна црква — Охридска архиепископија
Након што је истакао да му је стало да реши раскол са у том тренутку неканонском Македонском православном црквом — Охридском архиепископијом (МПЦ—ОА), МПЦ-ОА је 16. маја 2022. године донела акт о повратка МПЦ—ОА у аутономни статус у оквиру Српске православне цркве, а СПЦ је то са радошћу прихватила . Литургија помирења између СПЦ и МПЦ—ОА одржала се 19. маја 2022. године у Храму Светог Саве у Београду коју су служили патријарх Порфирије и архиепископ македонско-охридски Стефан. На светој литургији у Саборном храму Светог Климента Охридског у Скопљу 24. маја 2022. године, Порфирије је саопштио да је Свети архијерејски сабор Српске православне цркве једногласно одлучио да благосиља и одобрава, прихвата и признаје аутокефалност МПЦ—ОА.

#### Репутација у народу
Порфирије важи за тзв. човека из народа због своје скромности, сличан патријарху Павлу. Медији су га прогласили патријархом свих грађана. Воли да путује (пешачи) без службенога возила што је радио и пре избора за патријарха док је био митрополит загребачко-љубљански.
Први Васкрс као патријарх српски прославио је са бескућницима и болесном децом у Универзитетској дечјој клиници „Тиршова”.

#### Популарна култура
Патријарх Порфирије још док је био епископ је увидео значај популарне културе и није је а приори осуђивао. Он је постао први српски патријарх који је поседовао званични профил на друштвеним мрежама. Он је августа 2021. дао благослов да му се отвори профил на инстаграму. Често је такође учествовао у дебатама са многим делатницима из популарне културе као што су Цане Костић, Рамбо Амадеус итд. показујући да популарна култура не мора бити маргинализована у духовноме смислу, већ да је она саставни дио живота свих конзумената, па и верника.

Патријарх Профирије је 2021. честитао новоизабраном градоначелнику Загреба Томиславу Томашевићу цитатом из песме Џонија Штулића, текст је написао латинициом, а потпис ћирилицом. Приликом посете у земљотресу разореним кућама српске националне мањине у Петрињи, цитирао је стихове из чувене песме „Рачунајте на нас” недавно преминулог српског музичара Ђорђа Балашевића. Приликом једне беседе за време Великога поста, поручио да је „Црква Христова увек савремена, увек актуелна и увек даје одговоре на суштинска, најдубља питања.”
„Кажу: Црква треба да буде модерна. Ми знамо да Црква нити је старомодна, нити је модерна. Она је Христова и увек савремена, увек актуелна, увек одговара, даје могућност ономе који тражи истину, који чезне за вечношћу, за љубављу. До ње се у Христу и Христом долази. Она даје могућност да свако добије одговор на своја суштинска, најдубља питања.”
Он у истој беседи цитирао песму In corpore sano српске певачице Констракте која је представљала Србију на Евровизији 2022. године која је дубоко одјекнула због снажне поруке и критике конзумеристичке извештачености. Приликом гостовања у радијској емисији Радио 202 поводом 53 године од настанка овог музичког радија, Патријарх је и начио листу од 10 рок и поп песма које је некада слушао као млад и које чине омаж његове генерације.

#### Професор
Докторску тезу Могућност познања Бога код апостола Павла по тумачењу светог Јована Златоустог, владика Порфирије одбранио је на Богословском факултету националног и каподистријског Универзитета у Атини 2004. године. Исте године је постао доцент на Катедри за катихетско и пастирско богословље Православног богословског факултета Универзитета у Београду. На тој катедри наследио је академика Владету Јеротића, с којим је дуги низ година на многим пољима блиско сарађивао.
Као ванредни професор Православног богословског факултета, од 2015. године изводио је наставу на предметима основних студија Пастирско богословље с психологијом и Теологија Новог завета, као и на другим предметима мастер и докторског студијског нивоа. Учествовао је у покретању и промовисању Библијског института при Богословском факултету.
Творац је књига Лицем к Лицу — Библијско-пастирска промишљања о Богу, човеку и свету и Премудрост у Тајни сакривена — Огледи из Теологије апостола Павла, тридесетак научних, стручних и популарних радова објављених у домаћим и међународним часописима. Збирка интервјуа и обраћања, које је дао током прве две године од постављења за митрополита (2014—2016), објављена је 2016. године под насловом Загреб и ја се волимо јавно.
Поред српског, говори и грчки, енглески и немачки. Служи се и руским језиком.

## Световни послови
Патријарх Порфирије је председник Фондације Привредник и главни старатељ — председник управног одбора Задужбине Симе А. Игуманова. Био је и председник Савета Републичке радиодифузне агенције (2008—2014).

## Ставови
У првом интервјуу након избора за поглавара Српске православне цркве, који је емитован у емисији „Упитник” на првом каналу Радио телевизије Србије, 2. марта 2021. године, патријарх Порфирије је говорио о Косову и Метохији :
Косово и Метохија
Референдум на Косову извршен је 1389. године, на Видовдан, и Косово је напросто за нас не само колевка нашега народа, то је и кивот препун моштију светих. Косово није само геополитичко питање за нас, него је то заиста за нас тема нашега идентитета. Ја сам потпуно сигуран да, без обзира на реал-политичке околности које нису ни најмање наклоњене нашем народу, и наша држава чини све дипломатским и стратешким методама како би се, пре свега, сачувао мир и како би се учинило што више за добро нашег народа. (...) Шест векова је Косово молитвена прича, молитвена тема за нас Србе и после шест векова ми смо остали на Косову и Косово је остало унутар Србије. Према томе, разговарати о заједничком животу да, али све мимо тога и изван тога, што се тиче цркве, било би одрицање од нашега бића.

## Одликовања и награде
- Признање за промицање дијалога између религија и друштва, доделила Удруга за верску слободу у Републици Хрватској 2019. године[44]
- Орден Светог Игњатија, Шведска, доделила Фондација Светог Игњатија 2016. године[45][46][47]
- Орден Републике Српске на ленти[48][49]
- Орден Новомученика бихаћко-петровачких, Епархија бихаћко-петровачка Српске православне цркве[50]
- Орден Светог Равноапостолног Кнеза Владимира, I степен, Руска православна црква[51]

Награде
- Видовданска плакета града Крушевца, 2023.[52][53]
- Почасни доктор богословских наука, Московска духовна Академија, 2025.[54]

## Одабрани радови
Књиге
- Лицем к Лицу — Библијско-пастирска промишљања о Богу, човеку и свету, Београд—Загреб, 2015.[1]
- Загреб и ја се волимо јавно, 2016.[55][56][57]
- Премудрост у Тајни сакривена — Огледи из Теологије апостола Павла, Београд, 2020.[1]

Чланци
- , 2011.[58]
- Косово је наш крст, 2012.[59]
- Пастирско присуство цркве у српском народу током Првог светског рата, 2015.[60]
- Павлово поимање праведности Божје у тумачењу Светог Јована Златоустог, 2019.[61]
- Мисионарски и пастирски рад Светога Саве, 2019.[62]
- Есхатологија апостола Павла: посланице Солуњанима и Коринћанима, 2020.[63]
- Антропологија Светог Апостола Павла, 2020.[64]